# Bell-Gletscher
Der Bell-Gletscher ist ein Gletscher an der Banzare-Küste des ostantarktischen Wilkeslands. Er fließt in nördlicher Richtung zur Maury Bay, die er unmittelbar östlich des Blair-Gletschers erreicht.
Der US-amerikanische Kartograf Gardner Dean Blodgett kartierte ihn 1955 anhand von Luftaufnahmen, die bei der Operation Highjump (1946–1947) der United States Navy entstanden. Das Advisory Committee on Antarctic Names benannte ihn nach  Thomas G. Bell, Bootsmann auf der Sloop USS Peacock während der United States Exploring Expedition (1838–1842) unter der Leitung des Polarforschers Charles Wilkes.